# Un moment à Pékin

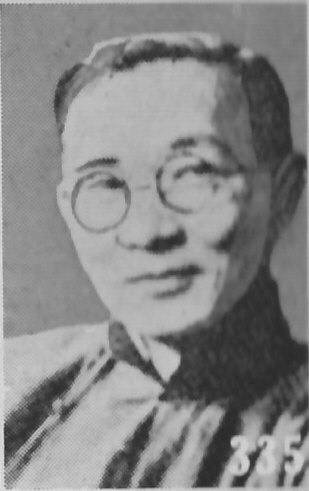
Lin Yutang (Lin Yü-t'ang) (1895 - 1976)

Un moment à Pékin est un roman écrit par Lin Yutang en 1939, édité en deux Tomes : Enfances chinoises et Le triomphe de la vie

## Présentation

### Tome 1
En 1900. M.Yao, un commerçant à l'idéal taoïste, doit quitter Pékin avec sa famille à la suite de la révolte des Boxers. Sa seconde fille âgée de dix ans, Mulan, est enlevée sur le chemin par des voleurs d'enfants. Après quelques péripéties, cette dernière est recueillie par la famille de M.Tseng, un confucianiste traditionnel. Les deux familles vont alors entrer en relation, figurant la confrontation de deux perspectives différentes quant à l'avenir du pays. Mulan est mariée avec Sunya, le troisième fils du familie Tseng, même si elle tombait amoureuse d'un garçon étudiant et pauvre, appelé Kung Lifu, que se mariera avec la sœur de Mulan, Mochow.

### Tome 2
On retrouve ici le personnage de Moulane plus âgée, aux prises avec la modernité et les bouleversements de l'Histoire, de la chute de la Mandchourie jusqu'à l'invasion par le Japon.

## Analyse et commentaire
À travers ce roman, l'auteur tente une grande fresque qui illustre sa volonté constante de faire découvrir la Chine à l'Occident, lui-même étant à cheval entre les deux cultures. Malgré la gravité des évènements, il tente d'y insuffler une certaine dose d'optimisme.

## Traductions
Le livre a été écrit en anglais sous le titre Moment in Peking. Il a été traduit en chinois à plusieurs reprises, notamment à Taiwan en 1977 par Zhang Zhenyu. Une édition expurgée est disponible en Chine continentale depuis 1987. La traduction française de François Fosca (1944) est rééditée par Picquier (en poche : tome 1  (ISBN 978-2877309950) ; tome 2  (ISBN 978-2877309967)).

## Prolongements
Adaptation en 2005 par Zhang Zien pour la télévision, dans une série de 44 épisodes produite par CCTV. Zhao Wei y interprétait Moulane. Cette série télévisée a reçu la plus haute cote de l'année en Chine.

## Citations
« Il n'existe pas de catastrophe si grande que l'esprit humain ne puisse s'élever au-dessus d'elle, et, par son ampleur même, la transformer en quelque chose de grand et de radieux. »